# Etxebarri (metrostation)
Etxebarri is een metrostation in Bilbao, Spanje.
Het is het tweede station vanaf het zuidelijke eindpunt van de lijnen 1 en 2. Deze twee lijnen vormen samen de metro van Bilbao.